# 向東町
向東町（むかいひがしちょう）は尾道市の対岸、向島の東側約3分の1を占める町。旧御調郡向東町。1970年4月1日に尾道市に編入されて現在は尾道市向東町。

## 沿革
- 1889年4月1日 - 市町村制施行により御調郡向島東村（むかいじまひがしむら）になる。
- 1954年4月1日 - 村名改称の上町制施行し、御調郡向東町になる。
- 1968年3月3日 - 尾道市尾崎町・御調郡向東町間に尾道大橋が開通し、向島（当時は御調郡向島・向東両町）が本土と陸続きになる。
- 1970年4月1日 - 尾道市に編入され、尾道市向東町となる。

## 地理
山
- 高見山（標高114.8m）
- 九頭竜山（標高109m）
- 岩屋山（標高102m）
- 竜王山（標高63m）

島
- 加島
- 向島

## 産業
- 農業はみかんやいちじく栽培が盛ん。
- 工業は造船業が盛ん。

## 地区
- 彦ノ上1区・彦ノ上2区・彦ノ上3区・堤・寺内・森金・谷水・肥浜・矢立・天女浜・才越・新開・古江奥・古江浜・大町・歌

16地区ある。

## 交通（1970年3月31日当時のデータ）

### 鉄道
- 町内は全く通っていない。利用するとすれば国鉄山陽本線尾道駅に出る必要があった。

### 道路
国道
- 町内は全く通っていない。

主要地方道
- 広島県道尾道因島線…1972年廃止。現：国道317号。

一般県道
- 広島県道兼吉立花川尻線…1972年廃止。現：広島県道377号向島循環線。

### 船舶
- 彦ノ上港
- 肥浜港
- 歌港

## 教育（1970年3月31日当時のデータ）
小学校
- 向東町立向東小学校

中学校
- 向東町立向東中学校